# Latex

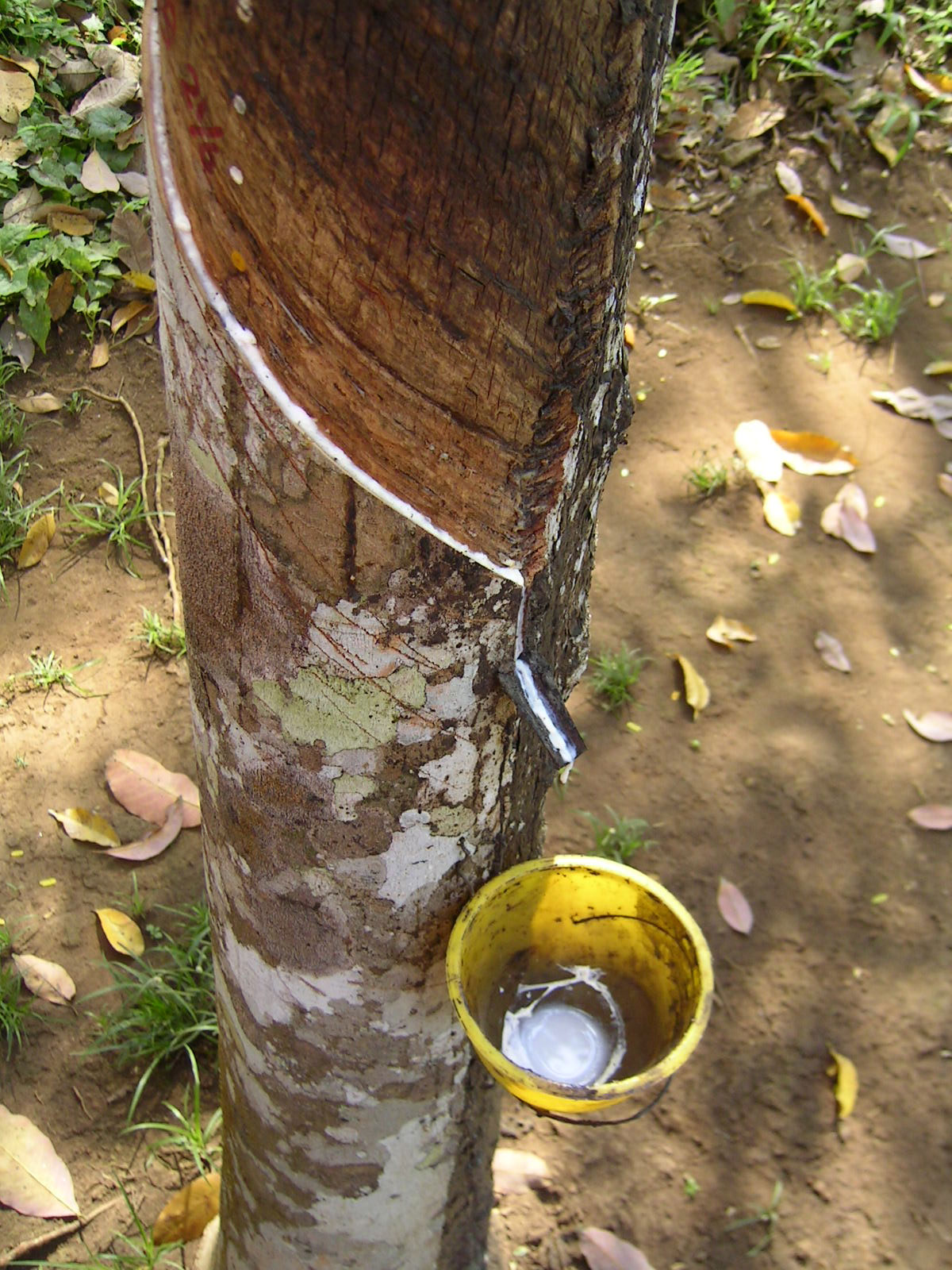
Latex kinyerése egy fából; a latexet legnagyobbrészt gumigyártásra használják

A latex eredetileg növények kaucsukot tartalmazó tejszerű nedvét jelentette. Neve latinból származik (latex = folyadék, nedvesség).
A természetes latex mintájára a vegyipar ma már előállít szintetikus (más néven mű-) latexeket is, melyek többé-kevésbé hasonlítanak a természetes latexre. Műlatexből kicsit többet gyártanak, mint természetes latexből.
A természetes latexek közül legnagyobb jelentősége a hevea brasiliensis (kaucsukfa) nedvének van, ezért a természetes latexről leírtak is legnagyobbrészt rá vonatkoznak.

## Összetétel
A latex kolloid rendszer (vizes emulzió). A micella belsejében gombolyag alakú makromolekula (legtöbbször kaucsukmolekula, de ismeretes például a polisztirol vizes emulziója is) található, melyet az emulgeálószer molekulái vesznek körül.
A természetes latexben több olyan anyag is van, amelyek különböző mértékben tekinthetők emulgeálószereknek (pl. fehérjemolekulák és zsírszerű anyagok), a micellában negatív felükkel kifelé fordulva. A micellák közötti folyadék a szérum, melyet (a vízen kívül) többféle só és szerves anyag alkot.
A természetes latex összetétele függ a talajtól, éghajlattól, agrotechnikai módszertől stb. Durván 35% kaucsukot, 3-3% fehérjét, szénhidrátot és gyantát, 1% lipoidot, 0,5% sót tartalmaz. Sokféle más anyagot is tartalmaz, amelyek együttesen sem tesznek ki 1%-ot sem; a latex legnagyobb tömegét pedig a víz adja.
A természetes latex nem teljesen stabil; az állás során keletkező rothadt szagért főleg a fehérjék felelősek (ők okozhatják az allergiás reakciókat is, amikor a gumicikk huzamosabb ideig érintkezik az emberi bőrrel). A latex tartósítására is többféle anyagot és eljárást fejlesztettek ki.
A szintetikus latexek közül legelterjedtebbek a butadién-sztirol, a butadién-akrilnitril, a kloroprén, a vinil-piridin és a vinil-acetát latexek.

## Tulajdonságok
A latex tulajdonságait nagymértékben meghatározza az, hogy kolloid rendszer.
A műlatexek általában eléggé monodiszperz rendszerek. A természetes latex polidiszperz; a molekulatömeg-eloszlás görbéje bimodális, melynek két maximuma van: egy félmillió és egy kétmillió körül.
A polidiszperz rendszerben tovább növelhető a kaucsuk koncentrációja (kicsapódás nélkül), mint a monodiszperz rendszerekben.
A műlatexben a gombolyagok mérete fele-tizede a természetes latexben levő részecskék méretének. Ezért több stabilizátorra is van szükség. A latex felhasználása során külön kihívás a stabilizátor eltávolítása. A gumitermékben maradó stabilizátor könnyen megköti a vizet, kevésbé vízálló a termék.
Minél nagyobbak a micellák, annál több kaucsukot tartalmaz a latex (és annál kevesebb emulgeátort, öregedésgátlót, maradék monomert, katalizátort stb.), de annál kevésbé stabil.
A latex pH-ja alapvetően az emulgeátortól függ. Az anionos emulgeálószerek 7 fölé emelik a pH-t, a kationosak 7 alá csökkentik. Nemionos emulgeálószerek esetében a pH-t más anyagok (pl. szennyezőanyagok) határozzák meg.
A latex viszkozitása – más kolloidokhoz hasonlóan – erősen függ a koncentrációtól. A latex nemnewtoni folyadék.
A latex tixotrop: állás közben viszkozitása nő, mechanikai hatásra csökken.

### A latex stabilitása és koagulációja
A természetes latexben a kaucsukmolekula-gombolyag felületére a stabilizátor molekulái (vagy azok szegmensei) adszorbeálódnak. Ezek többnyire fehérjemolekulák, de lehetnek más latexkomponensek is. A stabilizátorréteget hidrátburok veszi körül. Ha a latex pH-ja 4,7 alatti, akkor a fehérje –NH2 csoportjai a közegből H+ ion felvételével –NH3+ csoporttá alakulnak és a stabilizátorréteg külső felületén pozitív töltés alakul ki. Ha a latex pH-ja 4,7 fölötti, akkor a fehérje –COOH csoportjai H+ ion leadásával COO- csoporttá alakulnak és a stabilizátorréteg külső felületén negatív töltés alakul ki. pH=4,7-nél elektromos töltés nem alakul ki (izoelektromos pont). Ilyenkor a latex mint kolloid rendszer nem stabil, mert a részecskék közt nem hat taszítóerő.

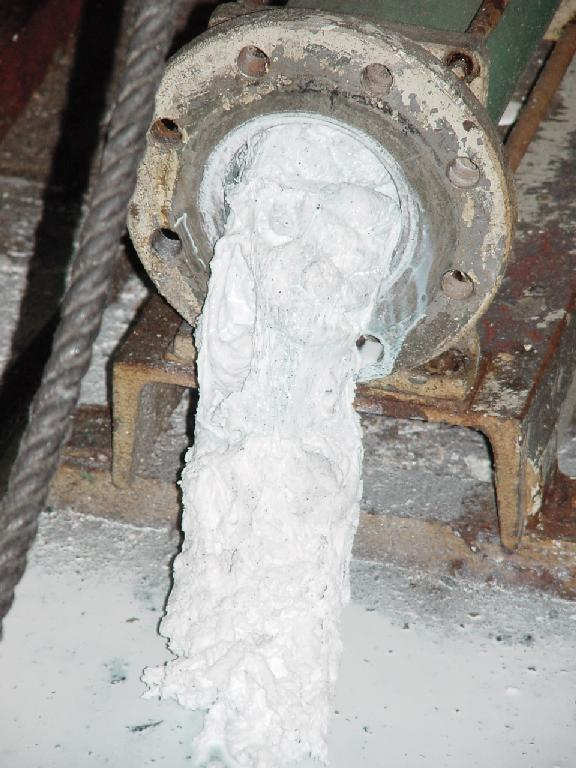
Latex koagulátum

Tároláshoz a természetes latexhez szoktak hozzáadni plusz stabilizátort, leggyakrabban ammóniát, amely növeli a pH-t.
Leggyakrabban elektrolittal semlegesítik a stabilizátort (szappant, gyantasavak sóit, szulfonátokat, fehérjék hasonló funkciós csoportjait stb. A keletkező szabad savak kevéssé disszociálnak, így nemigen vesznek részt elektromos kettősréteg képzésében.).
A latex koagulációja irreverzibilis, azaz magától (vagy könnyen) nem alakul vissza latexszé.
Ha a latexet 0 °C alá hűtjük, a jégkristályok egymáshoz nyomják a makromolekulákat, a latex kicsapódik. Részleges kifagyasztással a kolloid részecskék mérete növelhető, kevesebb vízmolekula vesz rész hidrátburok képzésében, és el lehet párologtatni a víz egy részét – növelhető a latex kaucsuktartalma, könnyebb szállítani.
A bepárlást magában is szokták alkalmazni, és a kaucsuktartalom növelhető más módszerekkel is, pl. lefölözéssel, centrifugálással stb. Az eltérő módszerek kicsit eltérő összetételű kaucsukhoz vezetnek; pl. a lefölözéssel sűrített latex kevesebb vízoldható sót tartalmaz, mint a bepárlással kapott.
Más kolloid rendszerekhez hasonlóan a latex is kicsapódhat mechanikai hatásra. Ezen a képen például azért csapódott ki a kaucsuk a latexből, mert rossz technológiai paraméterekkel szivattyúzták a latexet.

### Latexkeverékek
A latexkeverékek a gumikeverékekhez hasonlóan tartalmazhatják a vulkanizálás hatóanyagait, töltőanyagokat stb. A gumikeverékekhez képest még egy dolgot kell figyelembe venni: a latexben sokkal nagyobb a szerepe a felületi jelenségeknek. Ha ugyanúgy (por alakban) adjuk hozzá a latexhez a töltőanyagot, mint a gumikeverék esetében, akkor megbomlik a latex kolloid rendszere; a töltőanyag szemcséi adszorbeálják a felületaktív anyagokat, és így csökken a kolloid rendszer stabilizálásában részt vevő emulgeátormolekulák mennyisége; a cink-oxid por elvonja a micelláktól a hidrátburkot stb. Ezért a latexkeverékhez a többi komponenst is stabil kolloid rendszer formájában adagolják.
A latextechnológiában egyébként is kevesebb töltőanyagot használnak. A latexből előállított gumitermék szilárdságát pedig térhálósító gyantával növelik.

## Előállítás
A műlatexek általában a monomerek emulziós polimerizációjával készülnek.
A természetes latex bioszintézisét enzimek irányítják.

## A természetes latex felhasználása
A természetes latex mintegy 90%-át természetes kaucsuk előállítására használják. Egészen az 1920-as évekig fel sem merült, hogy a latexet közvetlenül is fel lehet használni, nem csak kaucsukot lehet belőle gyártani.
Ha a közvetlen latexfelhasználást nézzük, akkor a világ latexfogyasztása felhasználási területek szerint a következőképpen oszlik meg:
| Mártott gumitermékek gyártása      | 36% |
| Habgumitermékek előállítása        | 16% |
| Gumifonal gyártása                 | 15% |
| Kenés, hab- és szőnyeghátoldalazás | 9%  |
| Ragasztógyártás                    | 9%  |
| Egyéb                              | 15% |

Az „egyéb” tartalmazza a latex alapú festékeket, a más gumitermékek előállítása során a vázanyagok itatását is.